# Solotoretschensk
Solotoretschensk (russisch Золоторе́ченск) ist eine Siedlung städtischen Typs in der Region Transbaikalien in Russland mit 1442 Einwohnern (Stand 14. Oktober 2010).

## Geographie
Der Ort liegt etwa 250 km Luftlinie ostsüdöstlich der Regionshauptstadt Tschita nördlich des dort knapp 1400 m hohen Bergkammes Kukulbei.
Solotoretschensk gehört zum Rajon Olowjanninski und befindet sich gut 80 km östlich von dessen Verwaltungszentrum Olowjannaja. Es ist Sitz und einzige Ortschaft der Stadtgemeinde Solotoretschenskoje gorodskoje posselenije.

## Geschichte
Die Siedlung wurde 1986 im Zusammenhang mit der beginnenden Errichtung eines Bergbaubetriebes gegründet, der das kurz zuvor entdeckte Amazonit- und Amazonit-Granitvorkommen Etykinskoje sowie verschiedene Erzlagerstätten (Wolfram, Bismut, Molybdän) in der Umgebung abbauen sollte. Seit 1988 besitzt Solotoretschensk den Status einer Siedlung städtischen Typs.
Infolge der Wirtschaftskrise nach dem Zerfall der Sowjetunion wurden die Pläne nicht verwirklicht: Der Bergbaubetrieb wurde nicht eröffnet und der Bau einer bereits teilweise fertiggestellte Bahnstrecke von Chada-Bulak nach Solotoretschensk eingestellt, die Gleise wieder abgebaut. In Folge verließen seither über drei Viertel der bereits angesiedelten Einwohner wieder den Ort.

### Bevölkerungsentwicklung
| Jahr | Einwohner |
| ---- | --------- |
| 1989 | 6066      |
| 2002 | 2033      |
| 2010 | 1442      |

Anmerkung: Volkszählungsdaten

## Verkehr
Nach Solotoretschensk führt eine Straße, die bei der etwa 15 km südwestlich gelegenen Siedlung Kalangui von der Regionalstraße 76K-012 (früher R431) Perwomaiski – Kondui abzweigt. In dieser Richtung ist auch die etwa 60 km entfernte Siedlung Chada-Bulak nördlich von Scherlowaja Gora erreichbar, die an der Fernstraße A350 (früher A166) von Tschita zur Grenze zur Volksrepublik China bei Sabaikalsk liegt. Chada-Bulak ist auch die nächstgelegene Bahnstation, an der Strecke Karymskaja – Sabaikalsk.